# Малютин, Иван Митрофанович
Иван Митрофанович Малютин (1899 — ?)  — украинский советский деятель, исполняющий обязанности председателя исполнительного комитета Винницкого областного совета депутатов трудящихся (1937-1938 гг.). Депутат Верховного Совета СССР 1-го созыва.

## Биография
Член РКП(б). Участник Гражданской войны, помощник комиссара 460-го полка.
Находился на ответственной советской работе. Работал председателем исполнительного комитета Джулинского районного совета депутатов трудящихся Винницкой области
До 1937 года — 1-й секретарь Джулинского районного комитета КП(б)У Винницкой области.
В 1937-1938 годах — заместитель, исполняющий обязанности председателя исполнительного комитета Винницкого областного совета депутатов трудящихся.

## Награды
- орден Красного Знамени (1923)